# I vermi della sabbia di Dune
I vermi della sabbia di Dune (Sandworms of Dune) è un romanzo di fantascienza di Brian Herbert e Kevin J. Anderson, il secondo e ultimo della serie cosiddetta Dune 7, la conclusione della saga dell'Universo di Dune. Pubblicato in unico volume in lingua inglese nel 2007, è uscito in italiano il 21 gennaio 2021.

## Trama

### La fine si avvicina
Al momento dell'inizio del libro, i passeggeri della non-nave Itaca continuano da quasi due decenni la loro ricerca di un nuovo mondo natale per le Bene Gesserit, mentre Duncan Idaho elude la rete tachionica della coppia Daniel e Marty, ora noti per essere i leader delle macchine pensanti, Omnius ed Erasmus. Tra gli abitanti dell'Itaca ci sono i ghola giovani di Paul Atreides, Lady Jessica, e altri. Già nel Vecchio Impero, Madre Comandante Murbella della Nuova Sorellanza effettua dei tentativi di radunare l'umanità per una ultima resistenza contro le macchine pensanti. I nuovi Volti Danzanti continuano a infiltrarsi nelle organizzazioni principali del Vecchio Impero a tutti i livelli, e hanno anche inviato i loro ghola di Paul Atreides (detto Paolo) e del Barone Vladimir Harkonnen al pianeta capitale delle macchine pensanti, Sincronia.
Secondo il suggerimento di Volti Danzanti infiltrati, la Gilda Spaziale ha iniziato a sostituire i suoi navigatori con dispositivi di navigazione di Ix, tagliando ai primi la scorta di melange. Il navigatore Edrik e la sua fazione hanno commissionato Waff, il ghola imperfettamente risvegliato e salvato dalla Gilda dall'attacco Bene Gesserit su Bandalong, per creare vermi avanzati in grado di produrre il melange di cui hanno disperato bisogno. Waff riesce nell'intento alterando il DNA delle trote della sabbia e dando luogo alla creazione di una forma acquatica dei vermi, che vengono poi rilasciati negli oceani di Buzzell. Adattandosi al nuovo ambiente, questi vermi d'acqua si moltiplicano rapidamente, producendo alla fine una forma altamente concentrata di spezia, chiamata ultra-spezia.
Nel frattempo Murbella ha commissionato a Ix di copiare i Distruttori delle Matres Onorate per usarli sulla flotta di navi da guerra che ha ordinato dalla Gilda. Tuttavia Ix è ora segretamente controllata dal capo dei Volti Danzanti, Khrone, il quale, essendo stato un seguace di Omnius, continua il suo piano per il dominio dei Volti Danzanti sull'universo. Le forze di Omnius hanno iniziato sorprendentemente il rilascio di un virus mortale di mondo in mondo, e si spingono poi verso una nuova pletora di pianeti disabitati. La peste delle macchine pensanti arriva alla Casa Capitolare e paralizza la Sorellanza, ma esse radunano l'umanità unificata in un'ultima resistenza.
A bordo dell'Itaca, Sheeana riavvia il progetto ghola, ma quando quelli di Serena Butler, Gurney Halleck e Xavier Harkonnen stanno per nascere, i serbatoi axlotl vengono avvelenati, provocando la morte dei tre bambini ghola, e dato che molti dei sistemi della nave si stanno guastando, si sospetta della presenza di sabotatori. Scytale, l'ultimo maestro dei Tleilaxu, risveglia finalmente i suoi propri ricordi del passato da ghola, prima di morire di fronte al suo ghola più giovane, mentre i ghola di Wellington Yueh, Stilgar e Liet-Kynes recuperano anche loro i loro ricordi attraverso varie esperienze traumatiche. Nel disperato tentativo di ricostituire i loro rifornimenti, l'Itaca atterra sul pianeta Qelso, un mondo lentamente terraformato in un pianeta deserto, con l'introduzione anni prima di vermi da parte delle Bene Gesserit. Gli indigeni capitanati da Var attaccano però il gruppo, uccidendo Stuka, una delle Bene Gesserit dell'Itaca, e catturando Stilgar, Liet-Kynes, Sheeana e Miles. Si viene ben presto a sapere che il pianeta, fino a pochi anni prima, era un paradiso terrestre rovinato dall'arrivo delle Bene Gesserit che hanno ivi introdotto i vermi della sabbia, e ora si sta trasformando in un pianeta desertico. Dopo che Duncan intercede per recuperare i suoi compagni catturati, Stilgar e Liet-Kynes decidono di rimanere sul pianeta per aiutare gli indigeni a rallentare il deserto che avanza e per prepararli all'inevitabile.

### Il punto culminante
Dopo aver completato con successo i suoi tentativi di creare una nuova incarnazione di verme delle sabbie, Waff Edrik supplica di tornare sul pianeta in rovina di Rakis in modo che possa trascorrere il poco tempo che gli resta da vivere tentando di reintrodurre i vermi anche lì. Non riuscendoci, si rassegna al fallimento e si prepara a morire, quando l'ultimo dei suoi esemplari di verme delle sabbie perisce, ma a un certo punto una dozzina di vermi erutta da sotto la superficie. Waff si rende conto che Leto II sapeva bene che ogni verme della sabbia aveva previsto l'attacco delle Matres Onorate su Rakis e aveva sepolto sé stesso in profondità sotto la superficie del pianeta. Sapendo che il pianeta ha cominciato a guarire sé stesso, Waff si lascia consumare da un verme, rallegrandosi del tanto atteso ritorno del suo profeta. Nel frattempo Edrik e la ultraspezia sono intercettati da Khrone, che afferra la spezia e uccide il Navigatore.
Intanto, Yueh riceve i dati genetici di uno dei feti dei ghola, che dovrebbe essere Piter de Vries; spaventato in quanto memore delle torture per mano del Mentat degli Harkonnen, Yueh avvelena la vasca Tleilaxu contenente il feto, ma lui e tutti gli altri rimangono allibiti quando scoprono che i dati appartenevano invece al Duca Leto I Atreides. Dopo che Yueh viene messo agli arresti, in seguito i sabotatori si rivelano essere il Rabbino e il ghola di Thufir Hawat, che in realtà sono stati uccisi e sostituiti da Danzatori del Volto sul pianeta degli Handler durante gli eventi del libro precedente. Il falso Thufir muore per mano dei vermi della sabbia di Leto II mentre si trova in compagnia di quest'ultimo e rivela il suo vero io durante la morte; intanto, durante un interrogatorio generale delle Bene Gesserit, il nuovo Scytale attiva di nascosto un dispositivo a fischio capace di paralizzare i Danzatori del Volto: in tal modo il Rabbino si rivela essere anch'egli uno di loro, e nella fuga uccide Garimi (altra Bene Gesserit) in combattimento e facilita la ricerca di Itaca da parte del Nemico. Alia riesce infine a uccidere il Danzatore del Volto, ma nel caos che segue Itaca è insidiata dalla rete tachionica, e Miles Teg sacrifica la sua vita tentando invano di impedire la loro cattura. L'Itaca è così portata a Sincronia, dove incontrano un gruppo guidato dal ghola di Vladimir Harkonnen; vedendo il giovane ghola di Alia quando arriva, questi la uccide immediatamente, vendicando la propria morte per sua mano cinquemila anni prima.
I ghola delle Bene Gesserit, cioè di Paul, Lady Jessica, Chani e Yueh, vengono poi portati a vedere Omnius ed Erasmus. Omnius spiega che il suo dominio sull'umanità richiede per il suo completamento il Kwisatz Haderach superiore tra i due ghola Paul, i quali sono dunque costretti a duello. Dopo una dura battaglia, Paolo ferisce infine mortalmente Paul e prende vittorioso l'ultraspezia, ma viene sopraffatto dalla rapida insorgenza della prescienza e scivola nel coma. Con la scusa di aiutare Paolo, Yueh si vendica prendendogli il kriss e uccidendo il Barone Harkonnen, che aveva orchestrato la tortura e la morte della moglie Wanna Yueh nelle loro incarnazioni originali. Sotto la spinta e gli sforzi di Yueh, Chani e Jessica, Paul recupera lentamente i suoi ricordi del passato e riesce a riparare i danni al suo corpo con il controllo fisiologico Bene Gesserit.
Nel frattempo, Murbella si ritrova con tutte le nuove navi finalmente in forze ed è pronta a lanciare la sua flotta contro l'imminente armata di Omnius, ma i dispositivi di navigazione di Distruttori e Ix vengono improvvisamente meno, e Murbella capisce che sono stati sabotati. Quando sembra che la sconfitta per mano delle forze delle Macchine Pensanti sia imminente, l'Oracolo del Tempo appare con un migliaio di navi pilotate dai navigatori della Gilda e attacca la flotta nemica, riducendola a pezzi. Dopo aver detto a Murbella che lei dovrà partire per Sincronia per fermare Omnius una volta per tutte, l'Oracolo piega lo spazio e manda una sua manifestazione visiva nella stanza in cui Paolo e Paul hanno duellato; lì rimuove ogni aspetto di Omnius e trasporta la Mente Eterna in un'altra dimensione per sempre.

### L'ultimo Kwisatz Haderach
Sheeana e il giovane ghola Leto II liberano intanto i vermi dalla stiva di Itaca, i quali devastano completamente Sincronia. Leto riacquista i suoi ricordi, e a fine battaglia dice a Sheeana che ora lui deve tornare a sognare: entra quindi nella pancia del grande verme, Monarca, e sette vermi si torcono insieme e si uniscono in un unico verme prima di gettarsi in profondità nel terreno.
Fresco di lotta contro le macchine pensanti in Sincronia con Sheeana, Duncan entra nella camera dove Paul sta guarendo; con i ricordi recuperati, Paul scopre e rivela che il Kwisatz Haderach finale è in realtà Duncan, perché si è evoluto e ha perfezionato sé stesso attraverso migliaia di anni di rinascita ghola e alterazioni del DNA, attraverso le quali ha accumulato ogni conoscenza possibile da ogni sua vita passata. Erasmus spiega poi che era lui stesso la mente che si celava dietro la ricostruzione dei Mondi Sincronizzati. Un Khrone ribelle dichiara che l'universo appartiene ora ai suoi Danzatori del Volto, poiché dopo millenni di infiltrazione da parte loro sia gli esseri umani che le macchine sono stati paralizzati; ma Erasmus, divertito dal suo tentativo di prendere il potere, spiega di aver sempre diffidato dei Danzatori del Volto fin dall'inizio, al contrario di Omnius, così tanto sicuro di sè, e rivela che era stato integrato in loro un sistema di sicurezza, che richiede la semplice attivazione di un interruttore mentale: detto questo, lo usa e uccide senza indugio Khrone, il suo seguito e tutti i Volti Danzanti potenziati presenti in tutto l'universo, la cui morte immediata mostra quanti si erano infiltrati nella società umana.
Con la minaccia dei Danzatori del Volto ormai estinta, Erasmus offre a Duncan una scelta: con entrambi gli esseri umani e le macchine pensanti malconci e malridotti, Duncan può scegliere la distruzione di uno schieramento o il recupero e la guarigione per entrambi. Duncan sceglie la pace al posto della vittoria, ed Erasmus, unendo la sua mente a quella di Duncan, gli conferisce tutti i codici necessari per gestire i Mondi Sincronizzati, così come tutta la sua conoscenza, rendendolo così il ponte tra uomo e macchina. Col poco rimasto di Erasmus, egli afferma nuovamente il desiderio di imparare tutto il possibile su ciò che significa essere umani e chiede a Duncan di morire. Così Duncan "spegne" Erasmus, e condivide una delle tante morti che ha sperimentato con il robot indipendente.
Frattanto nel Vecchio Impero, Murbella e le sue forze si stanno preparando ad attaccare Omnius con una seconda ondata, quando le macchine si fermano improvvisamente. Con l'Oracolo che ha catturato Omnius, un navigatore porta Murbella a Sincronia. Riunitosi a lei, Duncan spiega che intende porre fine alla divisione tra gli esseri umani e le macchine pensanti, perché le due razze coesistano, poi affida il pianeta a Sheeana per la sua Sorellanza Ortodossa, mentre lui torna con Murbella per aiutare a guidare il nuovo modo di vita delle macchine-uomo.

### Epilogo
Su Qelso i ghola di Stilgar e Liet-Kynes continuano ad aiutare nel tentativo di trattenere il deserto in espansione, e allo stesso tempo insegnano agli occupanti del pianeta come adattarsi ai cambiamenti che inevitabilmente avverranno. Sotto il controllo di Duncan atterra un convoglio di macchine pensanti sul pianeta; Duncan propone ai ghola l'ausilio delle macchine pensanti per trattenere il deserto, e racconta a Stilgar e Kynes che, così come lui è diventato uomo e macchina, Qelso diventerà sia deserto che foresta.
Su Caladan i ghola di Lady Jessica e Wellington Yueh sono tornati all'antico castello Atreides. Dopo aver rimosso tutte le tracce di occupazione del Barone, i due discutono come andranno con le loro vite. Ad accompagnare questi vi è il ghola dormiente da dieci anni di Leto I. In attesa del momento in cui i suoi ricordi verranno ripristinati, Lady Jessica trova conforto nel fatto di trovarsi riunita con il suo duca.
Con l'aiuto del Maestro Tleilaxu Scytale, Sheeana e la Sorellanza ortodossa hanno ristabilito su Sincronia l'antico programma Bene Gesserit di allevamento, decise che mai più sarà allevato un altro Kwisatz Haderach. Al suo fianco, Sheeana ha un ghola giovane di Serena Butler, eroina della Jihad Butleriana. Insieme con i ghola dei Maestri Tleilaxu, Scytale ha cresciuto femmine Tleilaxu da cellule di recente scoperta, giurando che non saranno mai più costrette a diventare serbatoi axlotl, nella speranza che ciò impedirà la creazione di un nemico vendicativo come le Matres Onorate, e anche promettendo di non permettere mai più ai Maestri di corrompere il popolo Tleilaxu che si sta riprendendo.
Il romanzo si chiude con i ghola risvegliati di Paul e Chani che stanno ripristinando il pianeta Dune al suo antico splendore. Ora che Paul è in grado di dedicare tutta la sua attenzione a lei, Chani chiosa che finalmente ha imparato a trattare come si deve sua moglie, al che Paul ribadisce il suo amore per Chani, dicendole che l'ha amata per più di cinquemila anni.

## Edizioni
- (EN) Brian Herbert e Kevin J. Anderson, Sandworms of Dune, Tor Books, 2007,  p. 496, ISBN 0-7653-1293-X.

Edizioni in italiano
- Brian Herbert e Kevin J. Anderson, I vermi della sabbia di Dune, traduzione di Annarita Guarnieri, Fanucci Editore, 21 gennaio 2021,  p. 496, ISBN 978-8834741184.